# Alsterälven Gunnerud
Alsterälven Gunnerud este o arie protejată (arie specială de conservare — SAC, sit de importanță comunitară — SCI) din Suedia întinsă pe o suprafață de 5,9 ha, integral pe uscat.

## Localizare
Centrul sitului Alsterälven Gunnerud este situat la coordonatele 59°25′01″N 13°36′04″E / 59.4169°N 13.6011°E.

## Înființare
Situl Alsterälven Gunnerud a fost declarat sit de importanță comunitară în ianuarie 2002 pentru a proteja 1 specie de plante. Situl a fost protejat și ca arie specială de conservare în martie 2011.

## Biodiversitate
Situată în ecoregiunea boreală, aria protejată nu include niciun habitat protejat.
La baza desemnării sitului se află o specie protejată de  plante: Dichelyma capillaceum.